# Guillaume Leleu
Pour les articles homonymes, voir Leleu.
Pas d'image ? Cliquez ici

a Compétitions nationales et continentales officielles uniquement.

Dernière mise à jour le 23 octobre 2013.
Guillaume Leleu, né le 20 juillet 1974 à Dunkerque[réf. nécessaire], est un joueur français de rugby à XV évoluant au poste de pilier.

## Biographie
Guillaume Leleu est formé au club de Saint Pol sur Mer avant d'être recruté par le Stade français. Il évolue ensuite au Paris université club, puis au Racing Club de France et connaît la fusion avec l'US Métro, puis joue sous les couleurs du Racing Métro 92. En 2005, il rejoint le Stade montois, club avec lequel il joue une demi-finale de Pro D2 à Lyon en 2005, une montée en Top 14 à Limoges contre le Racing Métro en 2008, une saison 2008-2009 en Top 14 où le club est relégué directement en Pro D2. Il effectue une dernière saison en Fédérale 1 en 2010-2011 avec le Saint Médard RC.
Il est ensuite entraîneur au Stade montois, il a la charge des avants du centre de formation, ainsi que le travail de la conquête sur l'ensemble des équipes du club[réf. nécessaire]. Parallèlement à cela, il continue son travail de fonctionnaire de police, ainsi que le poste d'entraîneur de l'équipe de France rugby à XV de la police[réf. nécessaire].